# Hiroyuki Kiyokawa
Hiroyuki Kiyokawa (japanisch 清川 浩行 Kiyokawa Hiroyuki; * 3. Juni 1967 in Hakodate) ist ein ehemaliger japanischer Fußballspieler.

## Karriere
Kiyokawa erlernte das Fußballspielen in der Schulmannschaft der Hakodate University Yuto High School. Seinen ersten Vertrag unterschrieb er 1983 bei Hitachi (heute: Kashiwa Reysol). Er spielte dort von 1983 bis 1994 und war später von 1995 Co-Trainer dieser Mannschaft. 2010 wechselte er zu Roasso Kumamoto. 2016 wurde Kiyokawa Cheftrainer. 2018 wechselte er zu Thespakusatsu Gunma.